# ベル 407
ベル 407
ベル407
- 用途：小型汎用ヘリコプター
- 製造者：ベル・ヘリコプター
- 運用者：多様
- 初飛行：1995年6月29日
- 生産数：1,082機（2011年）
- 生産開始：1996年
- 運用状況：現役
- ユニットコスト：254万ドル（2009年）

ベル407は、ベル・ヘリコプター社の生産しているヘリコプター。ベル 206 L-3をもとに開発した。販売開始以来、救急、報道、輸送など多くの業界で広く使われている。

## 概要
OH-58で使われている4枚ブレードのメインローターを採用し、テイルローターは新設計。エンジンも強化されて飛行性能の向上が図られている。キャビンも幅が18cm広がった上に窓ガラスが大型化し快適性が向上している。最新型の407GXでは計器にガーミンG1000を導入しグラスコックピット化されている。
派生種に、偵察ヘリコプターとして軍事用に開発されていたARH-70があった。こちらは、商用オフザシェルフ（COTS）を多用し、開発期間と製造コストを大幅に下げる目的で始まったが、機体トラブル、それによる計画の延長、予算の大幅超過など様々な理由で2008年にキャンセルされている。また、MQ-8C無人航空機のベースにもなっている。
フセイン政権崩壊後のイラク陸軍ではIA-407の名称で武装ヘリコプターとして使用されており、ISILへの攻撃に投入されている。

## 性能
- 乗員：1名
- 積載量：5名（操縦士・副操縦士含まず）
- 全長：12.7m
- ローター直径：10.67m
- 高さ：3.56m
- ローター回転面積：89m2
- 乾燥重量：1,210kg
- 最大積載量：1,065kg
- 最大離陸重量：2,722kg
- エンジン：ロールス・ロイス製 250-C47 ターボシャフト520kW×1基
- 最高速度：260km/h
- 巡航速度：246km/h
- 航続距離：612km
- 実用上昇限度：5,698m

## 日本における運用
- 日本では平成29年2月現在、新日本ヘリコプターが4機、ジャネットが1機運用中である。

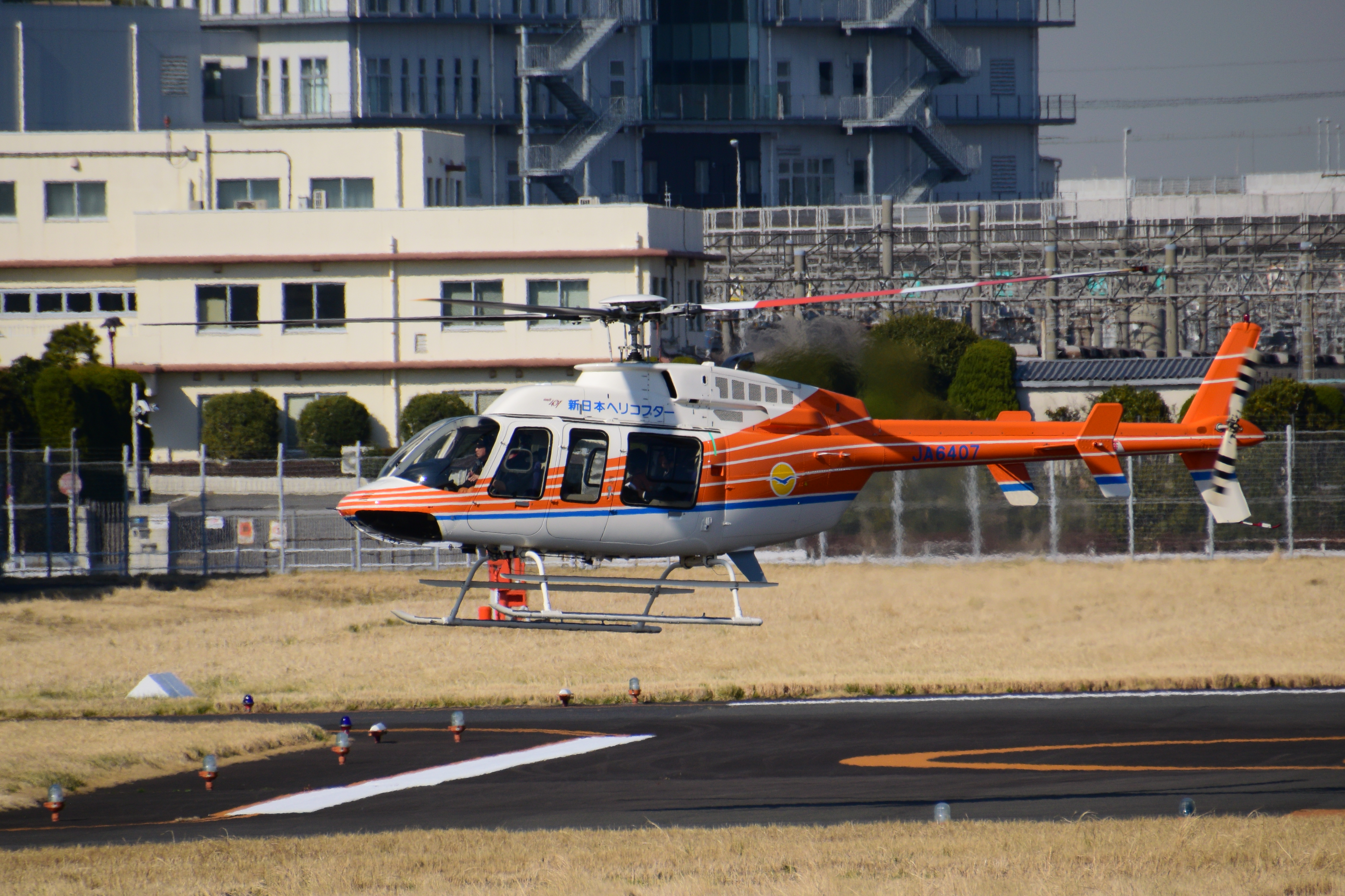
新日本ヘリコプターのベル407

## 運用国

### 軍用
- アルゼンチン - 2023年に、ベル407GXiをアルゼンチン陸軍に3機、空軍に3機の計6機購入した[1]。同年10月から順次納入されている[1]。
- アゼルバイジャン - 2024年時点で、アゼルバイジャン空軍が1機のベル407を保有[2]。
- ベリーズ - 2024年時点で、ベリーズ国防軍が1機のベル407を保有[3]。
- エルサルバドル - 2024年時点で、エルサルバドル空軍が1機のベル407を保有[4]。
- ジャマイカ - 2024年時点で、ジャマイカ国防軍が3機のベル407を保有[5]。
- ネパール - 2023年時点で、ネパール軍航空隊が1機のベル407GXPを保有[6]。
- パラグアイ - 2024年時点で、パラグアイ空軍が1機のベル407を保有[7]。